# Râul Veja
Râul Veja sau Râul Corniș sau  Râul Hărmănaș este un curs de apă, afluent al râului Sacovăț. 